# Mustelicosa ordosa
Mustelicosa ordosa là một loài nhện trong họ Lycosidae.
Loài này thuộc chi Mustelicosa. Mustelicosa ordosa được Henry Roughton Hogg miêu tả năm 1912.